# California Games
Pour les articles homonymes, voir California.
 (novembre 2019).
California Games est un jeu vidéo de sport multi-épreuves développé et édité par Epyx, sorti en 1987 sur Commodore 64 et Apple II. Le jeu a été porté sur de nombreux ordinateurs personnels et consoles de jeu,.
Dans la lignée des jeux du même développeur Summer Games (1984) et Winter Games (1985), California Games propose différentes épreuves sportives populaires sous le soleil de Californie.

## Liste des épreuves sportives
- BMX
- Frisbee
- Footbag
- Skateboard
- Roller
- Surf

## Équipe de développement
- Graphisme : Jenny Martin, Suzie Greene, Sheryl Knowles, Paul Vernon
- Design : Fuzzy Furry, Chuck Sommerville, Jon Leupp, Ken Nicholson, Kevin Norman
- Musique : Chris Grigg, Gil Freeman

## Versions
À l'origine développé sur Apple II et Commodore 64, le titre a été adapté sur de nombreux supports :  Amstrad CPC, MSX, ZX Spectrum (1987), Amiga, Atari 2600, PC (1988), Atari ST, Master System, Lynx, NES (1989) et Mega Drive (1992, déclinée sur la borne d'arcade Sega Mega-Tech). Une version téléphone portable (J2ME) est également apparue en 2005 et la version C64 est réédité en téléchargement sur Wii en 2008.

## Accueil
Le jeu est l'une des entrées de l'ouvrage Les 1001 jeux vidéo auxquels il faut avoir joué dans sa vie.